# Hawaii (альбом)
Hawaii — третий студийный альбом британской авант-поп группы The High Llamas, изданный 25 марта 1996 года на принадлежащем группе лейбле Alpaca Park. Аранжировки Hawaii содержат больше электронных звуков, чем его предшественник Gideon Gaye (1994), а тексты в свободной форме затрагивают темы кочевничества, ностальгии, кино и музыкального театра, а также последствий колониализма. Пластинка достигла 62 места в чарте альбомов Великобритании, продержавшись там одну неделю. В США альбом был издан с 40-минутным бонусным CD, содержащим ранее не издававшийся в этом регионе материал.

## Отзывы
| Оценки критиков | Оценки критиков |
| Источник        | Оценка          |
| --------------- | --------------- |
| AllMusic        | [ 2 ]           |
| Wall of Sound   | 45/100          |

Тим Пейдж из The Washington Post назвал Hawaii «одним из самых сложных альбомов популярной музыки, когда-либо созданных. Если многое в ранней американской классической музыке было новым лоском на европейский манер, то этот альбом — явно европейский взгляд на американскую популярную музыку… Это во многом плотный и сложный альбом… [слушать] его можно только после того, как вы привыкнете к The High Llamas».
Интернет-издание Treblezine включило его в список 10 самых необходимых камерных поп-альбомов, а его автор Пол Пирсон сказал: «При всей своей точной пастишности „Гавайи“ — это все же диковинная работа, существующая полностью сама по себе. …Здесь также есть тонко аннотированное, очень абстрактное лирическое повествование о колонизации и американизации Гавайев, которое интересно разгадать, если вы такой инициативный исследователь. Эта концепция может быть самой банальной идеей в истории рока, но High Llamas исполняют „Гавайи“ с таким мастерством и удивлением, что вы этого не замечаете». Эрик Химмельсбах из Spin писал: «Предположительно „концептуальная“ запись, гавайская тема альбома — лишь предлог для оркестровых маневров О’Хагана и драгоценных мелодий — веселых, тропических, эксцентричных — которые кружатся и вертятся, как психоделическая вершина Лоуренса Уэлка и Дона Хо. … И так продолжается до тех пор, пока вы не поймете, является ли Hawaii величайшей записью, которую вы когда-либо слышали, или вы просто провели слишком много времени в кабинете дантиста».
Стивен Томас Эрлевайн из AllMusic написал следующее: «На протяжении большей части Hawaii звук пластинки опьяняет, но альбом затягивает на 77 минут. Среди 29 треков есть несколько прекрасных моментов и великолепных песен, но Hawaii оказывается слишком много хорошего, ему не хватает сосредоточенности Gideon Gaye».

## Список композиций
Слова и музыка всех песен — Sean O'Hagan.
| №                   | Название                     | Длительность |
| ------------------- | ---------------------------- | ------------ |
| 1.                  | «Cuckoo Casino»              | 0:53         |
| 2.                  | «Sparkle Up»                 | 4:53         |
| 3.                  | «Literature Is Fluff»        | 4:58         |
| 4.                  | «Nomads»                     | 4:03         |
| 5.                  | «Snapshot Pioneer»           | 0:34         |
| 6.                  | «Ill-Fitting Suits»          | 3:40         |
| 7.                  | «Recent Orienteering»        | 0:44         |
| 8.                  | «The Hot Revivalist»         | 4:40         |
| 9.                  | «Phoney Racehorse»           | 0:23         |
| 10.                 | «Dressing Up the Old Dakota» | 4:37         |
| 11.                 | «D.C. 8»                     | 0:25         |
| 12.                 | «Doo-Wop Property»           | 4:56         |
| 13.                 | «Theatreland»                | 2:21         |
| 14.                 | «A Friendly Pioneer»         | 0:37         |
| 15.                 | «Cuckoo's Out»               | 4:17         |
| 16.                 | «Peppy»                      | 4:45         |
| 17.                 | «There's Nobody Home»        | 0:59         |
| 18.                 | «The Hokey Curator»          | 1:18         |
| 19.                 | «Campers in Control»         | 4:47         |
| 20.                 | «Double Drift»               | 0:37         |
| 21.                 | «Island People»              | 3:12         |
| 22.                 | «Incidentally N.E.O.»        | 2:16         |
| 23.                 | «Tides»                      | 3:43         |
| 24.                 | «Nomad Strings»              | 0:34         |
| 25.                 | «Pilgrims»                   | 3:22         |
| 26.                 | «Rustic Vespa»               | 0:31         |
| 27.                 | «Folly Time»                 | 1:58         |
| 28.                 | «Hawaiian Smile»             | 2:48         |
| 29.                 | «Instrumental Suits»         | 3:47         |
| Общая длительность: | Общая длительность:          | 1:16:48      |

### Бонусный диск
Слова и музыка всех песен — Sean O'Hagan, кроме "Chime of a City Clock" (Ник Дрейк и O'Hagan).
| №                   | Название                                     | Длительность |
| ------------------- | -------------------------------------------- | ------------ |
| 1.                  | «Might as Well Be Dumbo»                     | 4:55         |
| 2.                  | «Cropduster»                                 | 7:48         |
| 3.                  | «Mini-Management»                            | 9:09         |
| 4.                  | «Chime of a City Clock»                      | 5:12         |
| 5.                  | «Literature Is Fluff» (Instrumental version) | 5:00         |
| 6.                  | «3 Frame Offset»                             | 6:34         |
| Общая длительность: | Общая длительность:                          | 38:38        |

## Чарты
| Чарт (1996)                    | Высшая позиция |
| ------------------------------ | -------------- |
| Великобритания UK Albums (OCC) | 62             |